# Les Grands Maîtres du roman policier
 (avril 2022).
Si vous disposez d'ouvrages ou d'articles de référence ou si vous connaissez des sites web de qualité traitant du thème abordé ici, merci de compléter l'article en donnant les références utiles à sa vérifiabilité et en les liant à la section « Notes et références ».
Les Grands Maîtres du roman policier est une collection éditoriale de langue française créée en 1972 par les éditions de Crémille, à Genève. Elle est suivie par d'autres maisons d'éditions, telles les éditions Famot à Genève et les éditions de Saint-Clair à Neuilly-sur-Seine. La collection fut rééditée par l’intermédiaire de ces trois maisons. Les livres étaient vendus en France par souscription, par les éditions François Beauval à La Seyne-sur-Mer.

## Présentation
Ouvrages de bonne facture, bien reliés, bien imprimés, les livres étaient vendus, à l'époque, environ 40 francs pièce, ce qui représentait une belle somme. Ils étaient reliés en Skivertex bleu nuit ou bien rouge à dorures et imprimés avec la police Univers. Tous les ouvrages comportent des illustrations originales.
À la fin de chaque ouvrage, l’éditeur donne une notice bibliographique sur l’auteur. Le directeur de la collection était Albert Demazière, auteur de la plupart des notices biographiques.
Les livres de la collection sont tous, par définition, des classiques du roman policier et présentent une qualité d’écriture et d’intrigue au-dessus de la moyenne. Il y a une certaine parenté entre le roman policier et le fantastique et parmi les auteurs des livres de cette collection, Aveline, Collins, Conan Doyle, Leblanc, Levin, Simenon, Véry sont aussi connus pour leur production en littérature fantastique. Asimov, autre auteur de la collection, est l’un des plus grands auteurs de science-fiction en plus que d’être un maître du roman policier. Il mélange parfois les deux genres, comme dans son livre Les Robots pur ouvrage de science-fiction mais aussi roman policier.
Jusqu’au quinzième volume, environ, ils portaient l‘indication du rang de sortie dans la collection avec la date d’impression. Ceci concerne la production des Éditions de Crémille. Ensuite, seule la date d’impression subsiste, voire seulement l’année.

## Ouvrages
Dans cette liste, seule est mentionnée la première édition, sauf erreur. Chaque ouvrage est conclu par une postface qui est en fait une notice biographique sur l'auteur. Sauf indication contraire la postface est d'Albert Demazière.

### Éditions de Crémille
- N° 1 - La Nuit du carrefour - Georges Simenon - Illustrations de Jean-Claude Leymarie (1972)
- N° 2 - Les Aventures de Sherlock Holmes - Arthur Conan Doyle - (Traduction de Bernard Tourville) – Illustrations de Jean Kerleroux (1972) - Recueil de douze nouvelles comprenant :
  - Un scandale en Bohême
  - La ligue des rouquins
  - Une affaire d'identité
  - Le Mystère du val Boscombe
  - Les Cinq Pépins d'orange
  - L'Homme à la lèvre tordue
  - L'Escarboucle bleue
  - Le Ruban moucheté
  - Le Pouce de l'ingénieur
  - Un aristocrate célibataire
  - Le Diadème de béryls
  - Les Hêtres rouges
- N° 3 - L'Aiguille creuse - Maurice Leblanc - Illustrations de Jean Kerleroux - Postface de Roland Stagliati (1972)
- N° 4 - Piège à filles - Dashiell Hammett – Illustrations de Jean Kerleroux (1972) - Recueil de trois nouvelles comprenant :
  - Piège à filles
  - Double crime
  - Un petit coin tranquille
- N° 5 - Les Diaboliques - Boileau-Narcejac - Illustrations de Sylvie Dausset (1973)
- N° 6 - Assassin pour dames seules - Patrick Quentin - Titre original : Death in the dovecot (Traduction et adaptation de Maurice-Bernard Endrèbe) - Illustrations de Pierre Leroy - Postface de Maurice-Bernard Endrèbe (1973)
- N° 7 - Un crime - Georges Bernanos - Illustrations de Jean-Claude Leymarie – Préface de Jean Loup Bernanos (1973)
- N° 8 - Autopsie d'un viol - Stanislas-André Steeman - Illustrations de Jean Kerleroux - Postface de Maurice-Bernard Endrèbe (1973)
- N° 9 - Bonne vie et Meurtres - Fred Kassak - Illustrations de M. Abauzit - Postface de Maurice-Bernard Endrèbe (1973)
- N° 10 - Lord Peter et le Mort du 18 juin - Dorothy Leigh Sayers - Titre original : Have his carcase (Traduction de Maurice-Bernard Endrèbe) - Illustrations de Pierre Leroy – Postface de Maurice-Bernard Endrèbe (1973)
- N° 11 - Brouillard au pont de Tolbiac - Léo Malet - Illustrations de Michel Sinier - Postface de Thomas Narcejac (1973)
- N° 12 - L'Abonné de la ligne U - Volume premier - Belot - Claude Aveline - Illustrations de Jean Cheval (1973)
- N° 13 - L'Abonné de la ligne U - Volume second - Les autres - Claude Aveline - Illustrations de Jean Cheval - Postface de Maurice-Bernard Endrèbe (1973)
- N° 14 - Profession : salopard - Giorgio Scerbanenco - Titres des recueils originaux : Il cento delitti et Milano Calibro 9 II (Traduit de l'italien par Roland Stragliati) - Illustrations de Jean Kerleroux - Préface d’Oresto del Buono - Postface de Roland Stragliati (1973) - Recueil de douze nouvelles comprenant :
  - Profession : salopard
  - N’étranglez pas trop
  - Quand on a une femme dans la peau
  - "Ce sont de braves garçons"
  - Marche ou crève !
  - Pas moyen d’être heureux
  - Panique à la porte de Venise
  - À quoi ressemble un monstre ?
  - Justice est faite, ou presque, à Arzavo
  - Le Nœud de Louise
  - La meilleure vengeance est le pardon
  - Souviens-toi de "Cœur Brisé"
- N° 15 - Madame Clapain - Édouard Estaunié - Illustrations de Jean-Claude Leymarie (1973)
- N° 16 - Le Port des brumes - Georges Simenon - Illustrations de Jean-Claude Leymarie (1973)
- La Blonde de Pékin - James Hadley Chase - Titre original : You have yourself a deal (Traduction de Jean-François Gravrand) – Illustrations de Jean Kerleroux (1973)
- Plus amer que la mort - Fred Kassak - Illustrations de Anna-Victoire L'Hrar - Postface de Maurice-Bernard Endrèbe (1981)
- Les Nouvelles Aventures de Sherlock Holmes - Arthur Conan Doyle - Les nouvelles proviennent des recueils The Adventures of Sherlock Holmes et The Return of Sherlock Holmes (Traduction de Michel Louvois) – (1994) - Recueil de sept nouvelles comprenant :
  - Un scandale en Bohême
  - L'Association des hommes roux
  - Un cas d'identité
  - Le Mystère du val Boscombe
  - L'Aventure des cinq pépins d'orange
  - L'Homme à la lèvre retroussée
  - La Cycliste solitaire
- Les Mémoires de Sherlock Holmes - Arthur Conan Doyle - Titre original : The Memoirs of Sherlock Holmes (qui comprend 12 nouvelles) (Traduction de Michel Louvois) – (1994) - Recueil de six nouvelles comprenant :
  - Silver Blaze
  - Le Document volé
  - "Gloria Scott"
  - Le Visage jaune
  - Le Commis d'agent de change
  - Le Rituel des Musgrave
- Le Chien des Baskerville - Arthur Conan Doyle – Titre original : The Hound of the Baskervilles (Traduction de A. de Jassaud) – Postface de l’éditeur (1994)
- La Résurrection de Sherlock Holmes - Arthur Conan Doyle - Titre original : The Return of Sherlock Holmes (ou la suite des Mémoires de Sherlock Holmes ?) (1994?)

### Éditions Famot
- Meurtre Quai des Orfèvres - Pierre Véry - Illustrations de Jean-Claude Leymarie - Postface de Roland Stagliati (1973)
- La Dame dans l'auto avec des lunettes et un fusil - Sébastien Japrisot - Illustrations de Jean Kerleroux (1974)
- La Pierre de Lune - Volume premier - Perte du diamant (1848) - Wilkie Collins - Titre original : The Moonstone (Traduction de Mme Gédéon Clermont-Tonnerre) - Illustrations de Michel Sinier (1973)
- La Pierre de Lune - Volume second - La Découverte de la vérité (suite) (1848-1849) - Wilkie Collins - Titre original : The Moonstone (Traduction de Mme Gédéon Clermont-Tonnerre) - Illustrations de Michel Sinier (1973)
- Le Casse de l'oncle Tom - Chester Himes - Titre original : Back to Africa (Traduction de Pierre Sergent) – Illustrations de Jean Kerleroux (1973)
- Le Troisième Homme (roman)|Le Troisième Homme suivi de Première désillusion - Graham Greene - (Traduction de Michelle Sibon) - Illustrations de Jean-Claude Leymarie (1973)
- La Tête tranchée - Armand Lanoux - Illustrations de Jean Kerleroux (1973)
- Efface la rouquine - Raymond Chandler - Titre original : Spanish blood (Traduction de Jean Sendy) - Illustrations de Jean Kerleroux (1973) - Recueil de trois nouvelles comprenant :
  - Efface la rouquine
  - Les pépins c’est mes oignons
  - Palsambleu, la fâcheuse histoire
- Le Procès Bellamy - Frances Noyes Hart - (Traduction nouvelle de Maurice-Bernard Endrèbe) - Illustrations de Pierre Leroy - Postface de Henry Torrès (1974)
- Un air qui tue - Margaret Millar - Titre original : An air that kills (Traduction de Jacqueline Souvre) – Illustrations de Pierre Leroy (1974)
- Le Clan des Siciliens – Auguste Le Breton - Illustrations de Jean Cheval (1974)
- Vous souvenez-vous de Paco ? - Charles Exbrayat - Illustrations de Yseult Le Maho – Postface de Charles Exbrayat - Grand Prix du Roman d'Aventures 1958 (1976)
- Tu reviendras, Thomas - Jean-Pierre Alem - Illustrations de Michel Sinier (1976)
- Puzzle au Mexique - Patrick Quentin - Titre original : Puzzle for Pilgrims (Traduction de Maurise-Bernard Endrèbe) - Illustrations de Pierre Leroy – Postface de Maurice-Bernard Endrèbe (1976)
- La Couronne de cuivre - Ira Levin - Titre original : A Kiss Before Dying (Traduction de Jane Fillion) - Illustrations de Jean-Claude Leymarie (1976)
- Le Crime du golf - Agatha Christie – Titre original : Murder on the Links (Traduction de Marc Logé) - Illustrations de Pierre Leroy (1976)
- Crime sans châtiment – Anders Bodelsen - Titre original : Haendeligt Uheld (Traduction de Raymond Albeck) - Illustrations de Jean Kerleroux (1976)
- Le Désosseur – Caroline Camara - Illustrations de Jean-Claude Leymarie - Postface de Y. Suaudeau - Prix du Suspense Français 1980 (1980)
- N'éveillez pas Satan – Yves Barrec - Illustrations de Philippe Legendre - Postface de M. C. (1980)
- La Malédiction des Hallman - Ross MacDonald - (Traduction de Jean-Pierre Deloux) - Illustrations de Jean Retailleau - Postface de Yves Delalande (1980)
- Pas de bavards à la muette (Cycle Les Nouveaux Mystères de Paris) Léo Malet - Illustrations de Sylvie Litvine - Postface de Thomas Narcejac (1980)
- Carte vermeil - Boileau-Narcejac - Illustrations de Jean-Louis Faure (1980)
- Rafles sur la ville - Auguste Le Breton - Illustrations de Dimitri Ploukowsky - Postface de Yves Delalande (1981)
- La Traque – Herbert Lieberman - Titre original : The Climate of Hell (Traduction de Serge Grunberg) - Illustrations d’Anne-Victoire L'Hrar - Grand Prix de Littérature Policière 1978 (1981)
- Plus amer que la mort - Fred Kassak - Illustrations d’Anna-Victoire l'Hrar - Postface de Maurice-Bernard Endrèbe (1981)
- Mes crimes imparfaits - Alain Demouzon - Illustrations de Philippe Legendre - Postface de Yves Delalande (1981)
- Les Copains d'Eddie Coyle – George V. Higgins - Titre original : The Friends of Eddie Coyle (Traduction de Roland Mehl) - Illustrations de Frédéric Lorey - Postface de Yves Delalande (1981)
- Hercule Poirot quitte la scène - Agatha Christie - Titre original : (Curtain) Poirot’s Last Case (Traduction de Jean-André Rey) - Illustrations de Sylvie Litvine - Postface de Yves Delalande (1981)
- Paris sur drogue - Roger Le Taillanter – Illustrations de Dimitri Ploukowsky (1981)

### Éditions de Saint-Clair
- Le Dossier no 113 – Émile Gaboriau - Illustrations de Michel Sinier (1974)
- Le Deuxième Souffle - José Giovanni - Illustrations de Jean-Claude Leymarie (1975)
- Une bouffée de mort - Isaac Asimov - Titre original : A Whiff of Death (Traduction de Michelle Duchein) - Illustrations de Michel Sinier (1975)
- Cherchez l'innocent - Roy Vickers - Titre original : Find the Innocent (Traduction de Jean Bourdier) - Illustrations de Pierre Leroy (1975)
- Soupe au poulet - Ed McBain - Titre original : Killer’s Wedge (Traduction de Louis Saurin) - Illustrations de Pierre Leroy (1975)
- Version originale - Bill Ballinger - Titre original : Portrait in Smoke (Traduction de G.-M. Dumoulin) - Illustrations de Michel Sinier (1975)
- L'Homme qui racontait des histoires - Patricia Highsmith - Titre original : The Story-Teller (Traduction de Renée Rosenthal) - Illustrations de Jean Kerleroux (1975)
- Concerto pour l'étrangleur - William Irish - Titre original : Strangler’s Serenade (Traduction de F. de Bardy) - Illustrations de Jean-Claude Leymarie (1975)
- Dix petits nègres - Agatha Christie - Titre original : Ten Little Nigers (Traduction de Louis Postif) - Illustrations de Pierre Leroy (1975)
- Le Cupidon cupide - Erle Stanley Gardner - Titre original : The Case of the Careless Cupid (Traduction de Maurice-Bernard Endrèbe) - Illustrations de Jean Pazzotu (1975)
- Le Mystère des frères siamois - Ellery Queen - Titre original : The Siamase Twin Mystery (Traduction d'Antoine Béguin) - Illustrations de Pierre Leroy – Postface de Maurice-Bernard Endrèbe (1975)
- La Ville maudite (Cycle de La chronique de Wrightsville) - Ellery Queen - Illustrations de Pierre Leroy - Postface de Maurice-Bernard Endrèbe (1975)
- Les Pavés du diable- Hubert Monteilhet - Illustrations de Jean Pazzotu (1975)
- Au Faucon Bleu – L. P. Davies - Titre original : The Nameless Ones (Traduction d’Irène Cheze-Convard) - Illustrations de Jean Pazzottu (1975)
- Le Charretier de la Providence (Une enquête de Maigret) - Georges Simenon - Illustrations de Jean-Claude Leymarie (1975)
- La Petite Fille au bout du chemin - Laird Koenig - Titre original : The Little Girl Lives Down the Lane (Traduction de Marie-France Watkins) - Illustrations de Jean Kerleroux (1975)

## Auteurs
- Jean-Pierre Alem
- Isaac Asimov
- Claude Aveline
- Bill S. Ballinger
- Yves Barrec
- Georges Bernanos
- Anders Bodelsen
- Boileau-Narcejac
- Caroline Camara
- Raymond Chandler
- James Hadley Chase
- Agatha Christie
- Wilkie Collins
- Leslie Purnell Davies
- Alain Demouzon
- Arthur Conan Doyle
- Edouard Estaunié
- Charles Exbrayat
- Emile Gaboriau
- Erle Stanley Gardner
- José Giovanni
- Graham Greene
- Dashiell Hammett
- Patricia Highsmith
- George V. Higgins
- Chester Himes
- William Irish
- Sébastien Japrisot
- Fred Kassak
- Laird Koenig
- Auguste Le Breton
- Roger Le Taillanter
- Armand Lanoux
- Maurice Leblanc
- Ira Levin
- Herbert Lieberman
- Léo Malet
- Ross McDonald
- Margaret Millar
- Hubert Monteilhet
- Ed McBain
- Frances Noyes Hart
- Ellery Queen
- Patrick Quentin
- Dorothy Leigh Sayers
- Giorgio Scerbanenco
- Georges Simenon
- Stanislas-André Steeman
- Pierre Véry
- Roy Vickers

## Illustrateurs
- M. Abauzit
- Jean Cheval
- Sylvie Dausset
- Jean-Louis Faure
- Jean Kerleroux
- Anna-Victoire L'Hrar
- Yseult Le Maho
- Philippe Legendre
- Pierre Leroy
- Jean-Claude Leymarie
- Frédéric Lorey
- Jean Pazzotu
- Dimitri Ploukowsky
- Jean Retailleau
- Michel Sinier